# تمثال بسمارك التذكاري

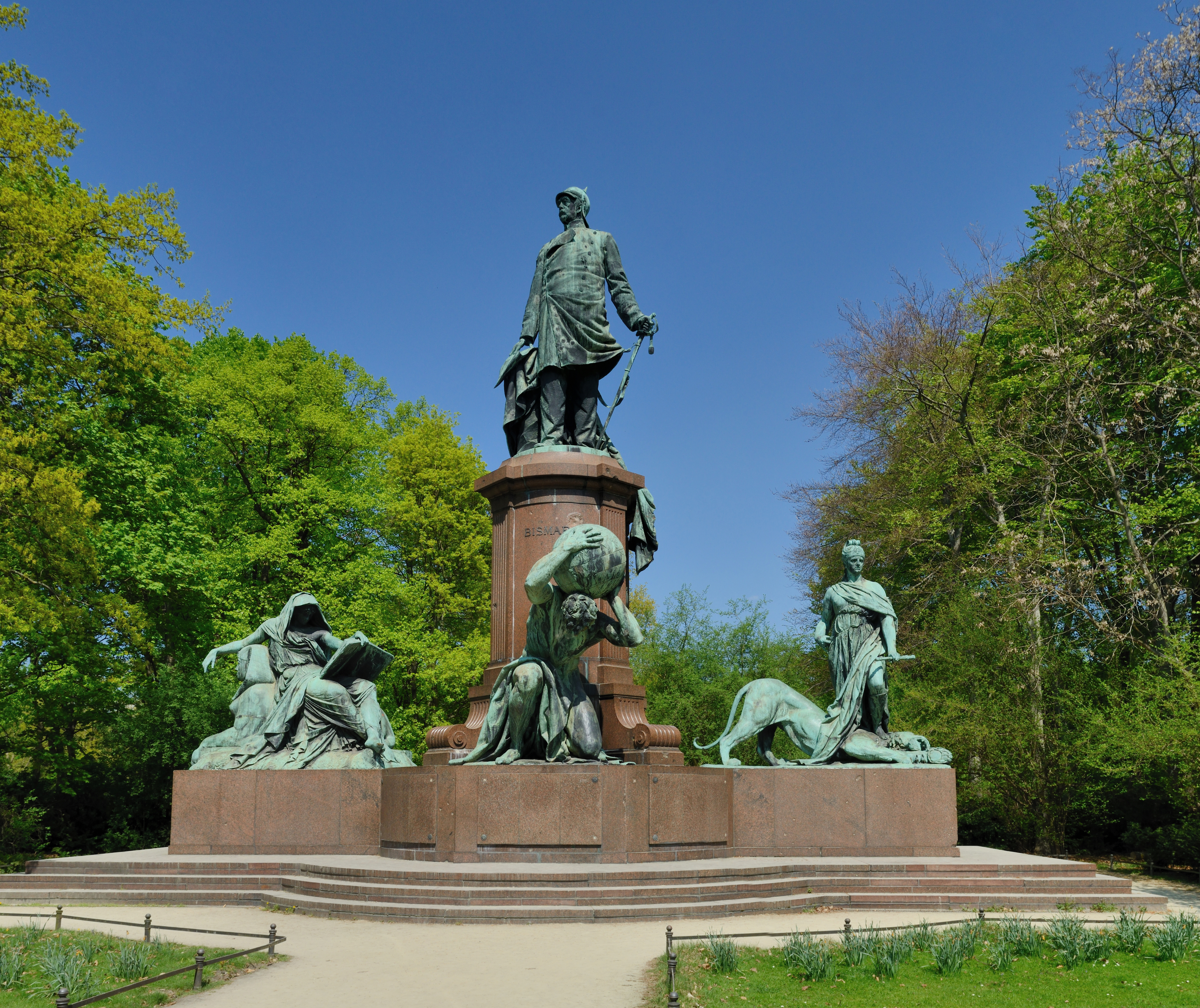
تمثال بسمارك التذكاري

تمثال بسمارك الوطني (بالألمانية: Bismarck-Nationaldenkmal) هو تمثال تذكاري للمستشار الألماني أوتو فون بسمارك ويقع في حديقة تايغارتن في برلين، تم إنشائه في سنة 1901 ونحته من قبل راينهولد بيغاس ووضع بالقرب من مبنى الرايخستاغ لكن تم نقله خارج برلين في سنة 1938 بأمر من أدولف هتلر، تم إعادة التمثال إلى برلين في سنة 1958 ووضع في حديقة تايغارتن بعد إصلاحه. التمثال يصور بسمارك بملابسه العسكرية في أعلى المنتصف ومحاط بثلاث تماثيل تمثل أطلس ألذي كان يمثل القوة الألمانية في القرن التاسع عشر و سيغورد ألذي كان يمثل قوة ألمانيا الصناعية العسكرية و جرمانيا ألتي كانت ترمز لروح الثورة الألمانية.

## معرض صور

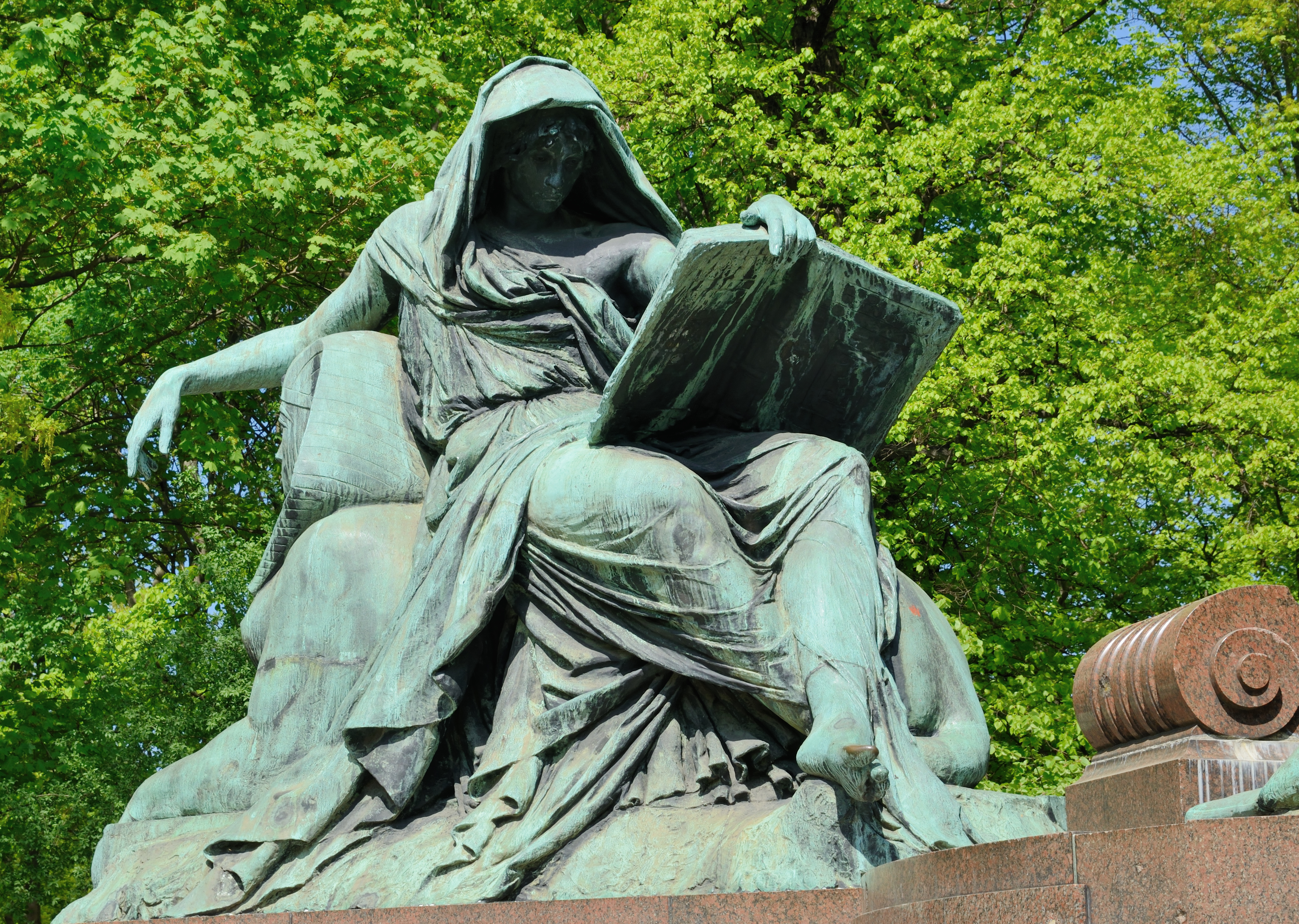
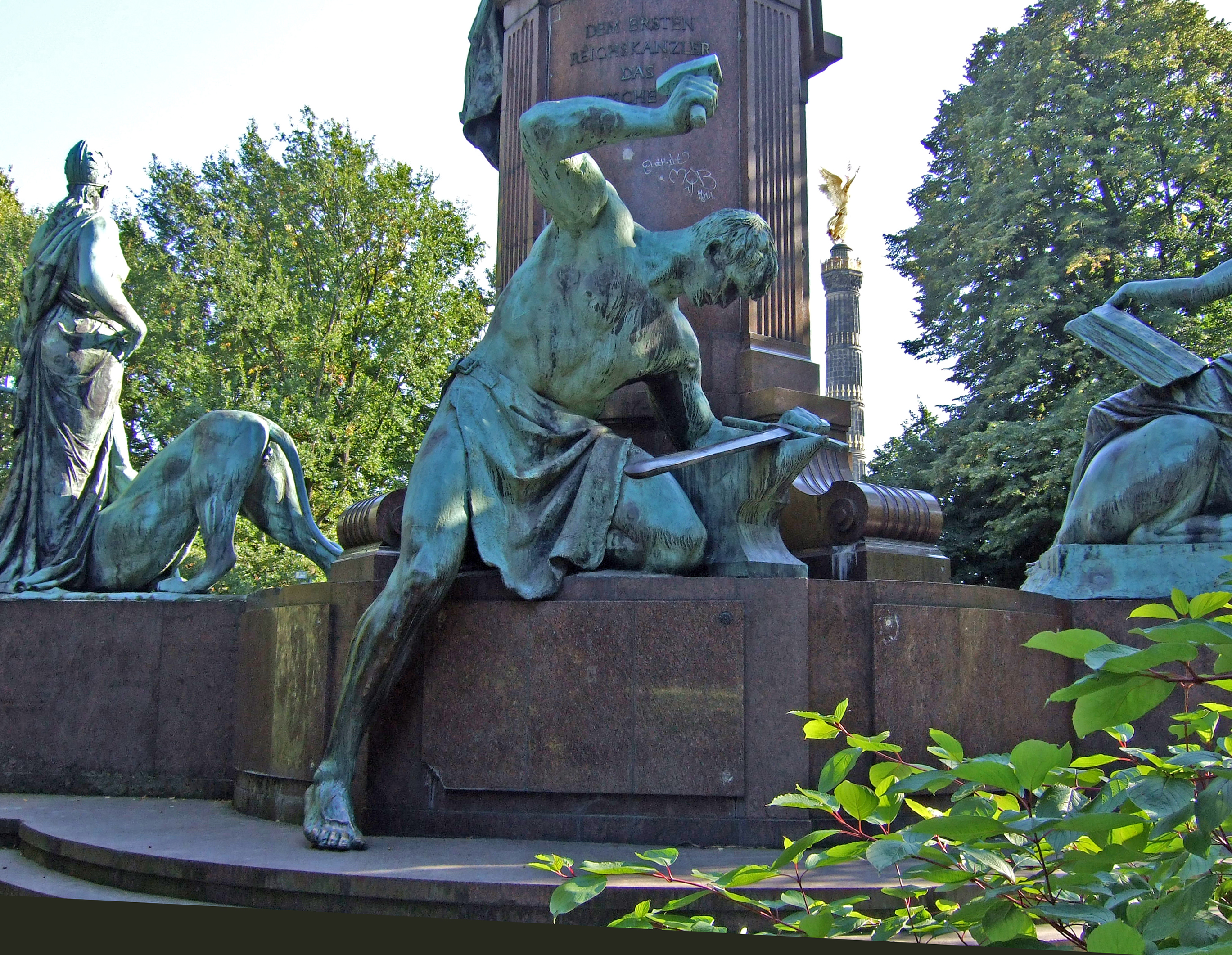
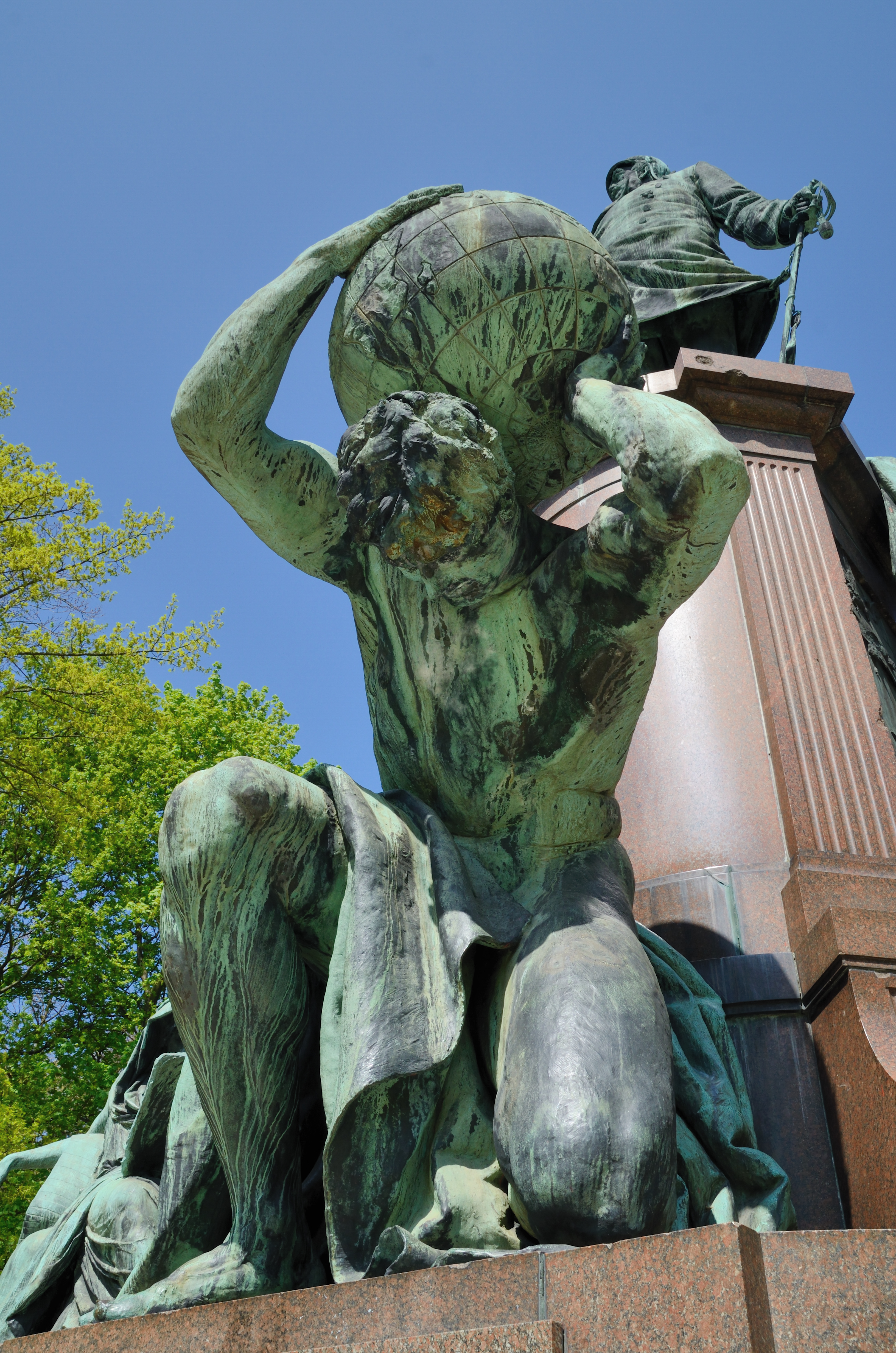
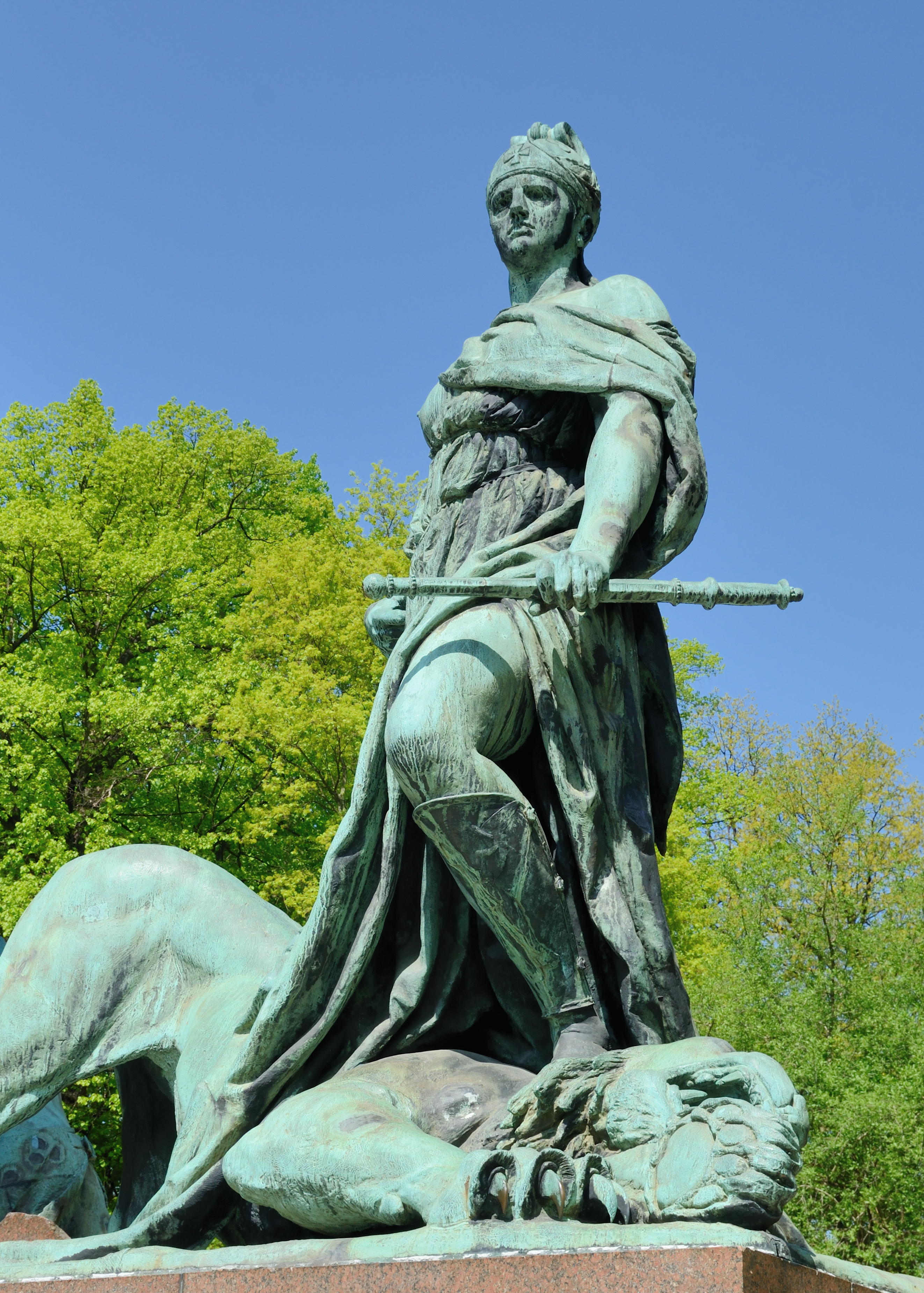